# Marc Delafontaine
Marc Delafontaine (1837–1911) – chemik szwajcarski. W 1878 roku, wraz z Jakiem-Louisem Soretem, zaobserwował spektroskopowo holm. Uczeni nie byli jednak w stanie wyizolować go w czystej postaci. Niezależnie od nich, w 1879 roku, szwedzki chemik, Per Teodor Cleve, uzyskał czysty holm z mieszaniny zawierającej także m.in. tul i erb. Zazwyczaj wszyscy trzej naukowcy uważani są za odkrywców holmu.